# Bessie (film)
Bessie è un film per la televisione del 2015 diretto da Dee Rees, con protagonista Queen Latifah.
Il film racconta la vita della cantante blues Bessie Smith, dagli esordi fino alla consacrazione come "Imperatrice del blues".

## Trama
La cantante Bessie Smith, abbastanza adulta, che deve combattere per affermarsi nel mondo della musica. Bessie è arrogante e volitiva ed ama mettere in mostra i soldi guadagnati con vestiti sgargianti ed automobili di lusso; arriva a viaggiare in un treno personale arredato come uno sfarzoso appartamento. Il suo matrimonio ha basi poco chiare, ma il marito è anche il suo abile manager. La fine del legame coniugale è  l'inizio del periodo buio dove sembra che tutti l'abbiano dimenticata.

## Riconoscimenti
- 2015 – Critics' Choice Television Award
  - Miglior film TV
  - Candidatura a Miglior attrice in un film TV (Queen Latifah)
  - Candidatura a Miglior attrice non protagonista in un film TV (Mo'Nique)
  - Candidatura a Miglior attrice non protagonista in un film TV (Khandi Alexander)

- 2015 – Emmy Awards
  - Miglior film per la televisione
  - Miglior fotografia per una miniserie o film (Jeff Jur)
  - Miglior composizione musicale per una miniserie, film o speciale (Rachel Portman)
  - Miglior missaggio per una miniserie o film (Ed Cherney, Jim Ernswiller, Roberto Fernandez, Evyen J. Klean e Damian Volpe)
  - Candidatura a Miglior attrice protagonista in una miniserie o film (Queen Latifah)
  - Candidatura a Miglior attrice non protagonista in una miniserie o film (Mo'Nique)
  - Candidatura a Miglior attore non protagonista in una miniserie o film (Michael K. Williams)
  - Candidatura a Miglior regia per un film, miniserie o speciale drammatico (Dee Rees)
  - Candidatura a Miglior sceneggiatura per un film, miniserie o speciale drammatico (Christopher Cleveland, Bettina Gilois, Horton Foote e Dee Rees)
  - Candidatura a Migliori acconciature per una miniserie o film (Lawrence Davis, Victor Jones, Iasia Merriweather e Monty Schuth)
  - Candidatura a Miglior casting per una miniserie, film o speciale (Jackie Burch e Billy Hopkins)
  - Candidatura a Miglior trucco per una miniserie o film (non prostetico) (Noel Hernandez, Sian Richards, Debi Young, Mi Young e Ngozi Olandu Young)